# Glasögonkajman
Glasögonkajman (Caiman crocodilus) är en kajman som lever vid floder i Sydamerika och Latinamerika.

## Utseende
Glasögonkajmanen blir maximal 3 meter lång och hanarna blir generellt större än honorna. Hanar blir vanligen 2 meter och honor 1,3-2 meter långa. Arten har fått sitt namn av på grund av de benklaffar som finns runt båda ögonen och liknar glasögon. Dessa specifika benbildningar förstärker kraniet när den griper och sliter i sitt byte. Liksom några andra kajmaner men i motsats till alligatorerna har arten en ganska bred nos. Ungar är före könsmognaden gulaktiga med glest fördelade mörka fläckar. Vuxna exemplar är mer grönaktiga med otydliga fläckar. Allmänt förekommer en större variation av kroppsfärgen inom arten och några individer byter färg under vuxenlivet. Tidigare räknades även pantanalkajman som underart till glasögonkajman.

## Utbredning
Utbredningsområdet sträcker sig från södra Mexiko till centrala Brasilien, Ecuador och östra Peru. Kanske når arten norra Bolivia. Den lever i låglandet och i bergstrakter upp till 1000 meter över havet. Glasögonkajman lever i vattenansamlingar som floder, mindre vattendrag, insjöar och träskmarker. Den besöker även angränsande områden som översvämmas och som liknar marskland.

## Ekologi
Glasögonkajman jagar sina byten i och intill vattnet. Unga individer har främst insekter, kräftdjur och snäckor som föda. Full utvecklade äter likaså ryggradslösa djur men de är inte huvudfödan. Vuxna glasögonkajmaner har även fiskar, groddjur, små kräldjur, fåglar och vanligen små däggdjur som föda. Särskilt stora exemplar kan ha unga hjortdjur eller unga svin som byte. Vid brist på föda förekommer dessutom kannibalism på mindre artfränder. För att fånga fiskar använder arten ibland den egna kroppen som barriär mellan strandlinjen och det öppna vattnet. Ett annat sätt för glasögonkajmanen att komma över torra tider med matbrist är att gräva sig ner i gyttjan och hålla sommardvala (estivation).
Parningen sker vanligen i maj och sedan lägger honan 20 till 40 ägg. Innan byggs boet som är ett upphöjt ställe av växtdelar och jord. Efter cirka 90 dagar kläcks äggen med viss variation så att ungarna har bästa tillgången till födan. Honan bevakar boet tills ungarna kläcks. Trots allt stjäls flera ägg av rovlevande djur eller de förstörs vid högvatten. Är temperaturen under de 90 dagarna låg uppstår främst honor och vid höga temperaturer främst hanar.
När en unge har problem att öppna ägget hjälper modern till. Ungarna flyttas till vattnet och bevakas sedan av modern. Hos glasögonkajman förekommer även uppfostringsgrupper där en hona bevakar ungar från olika par. Vid fara för torka kan dessa grupper vandra till en större vattenansamling under ledning av den enda honan. Efter cirka 18 månader splittras gruppen och individerna söker efter egna revir. Efter fyra till sju år när honor är 1,2 meter långa och hanar 1,4 meter långa blir individerna könsmogna. Hanar har kort efteråt sällan tillfälle att para sig på grund av konkurrensen med äldre och mer dominanta exemplar.
För kommunikation har arten olika läten som varningsläten när en fiende upptäcks eller läten för att hålla kontakt med närbesläktade individer. Även med hjälp av svansens rörelser förmedlas informationer.

## Bevarandestatus
Arten jagas inte lika intensiv som andra krokodiler eller kajmaner som är större. I några regioner övertog arten reviret som innan tillhörde den svarta kajmanen. Glasögonkajman blev införd i bland annat Florida, Kuba och Puerto Rico och dessa populationer ökar. I några delar av det ursprungliga utbredningsområdet fångas individer för köttets skull. Under 1980-talet funderades över skyddsåtgärder för arten men sedan fick glasögonkajmanen åter ett stabilt bestånd. IUCN kategoriserar arten globalt som livskraftig.

## Underarter
Arten delas in i följande underarter:
- C. c. fuscus
- C. c. apaporiensis
- C. c. chiapasius
- C. c. crocodilus